# Вярност (вестник)
„Вярност“ (на английски: Trouw) е нелегален вестник в Амстердам и гр. Мепел (Meppel), Нидерландия през Втората световна война.
Появява се в началото на 1943 г. по време на германската окупация на Нидерландия. Вестникът се разпространява из цялата страна и се нарежда сред най-четените вестници на Съпротивата. Има около 60 регионални и местни издания, национална ежедневна мрежа за разпространение и собствен вътрешен бюлетин. След войната вестникът продължава да съществува, превръщайки се в партиен всекидневник.

## Основаване
Вестникът е основан по инициатива на група православни и протестантски членове на Съпротивата. Преди това някои от основателите са в нелегалния вестник „Свободна Нидерландия“ (Vrij Nederland), който се появява през 1940 година. Те напускат вестника през 1942 г. след конфликт между д-р Сюуърт Бруинс Слот и Хенк ван Рандуийк относно политическата линия, която трябва да се следва. Групата на „Вярност“ избира по-консервативна линия.
По този начин „Вярност“ измества антиреволюционния всекидневник „Стандарт“, на който членът на Националсоциалистическото движение Макс Блокзийл става надзорен редактор. Първите издания са напечатани от богословско издателство, намиращо се в Амстердам на улица „Принсенхрахт“ 493, чието име буквално се превежда като „царски канал“. Второто издание се появява на 18 февруари 1943 г. и вече се казва „Вярност“. Първият е наречен „Оранжев вестител“, защото искат да отпразнуват с него раждането на принцеса Маргрит. През 1944 г. в организацията на „Вярност“ работят около 4000 души.

## Арести на дейци
На 20 март 1944 г. се разчува, че 17 печатари от цялата страна са арестувани и затворени в лагера Хаарен. На 4 април 1944 г. в лагера са вкарани още 8 печатари. Освободени са в първата седмица на април 6 души от тях, за които не може да се докаже, че имат връзки с „Вярност“. На 30 юли 1944 г. задържаните печатари са отведени в лагер Вугт, където се намират 23 разпространители на вестника, които впоследствие са екзекутирани.
Печатарите не са възприемани като членове на терористичната организация „Вярност“ и на 5 септември 1944 г. са транспортирани с влак от станция Вухт до концлагера „Захсенхаузен“. От тях 8 души са прехвърлени в Неуенхаме и свързаните с него трудови лагери. В крайна сметка в лагерите успяват да оцелеят само 2 души от всички печатари.
През август 1944 г. едновременно са арестувани 130 души от „Вярност“, включително съоснователят Уим Шпеелман. Германците предлагат ултиматум: съпротивата трябва да спре с възпламенителните си писания, или в противен случай мъжете ще бъдат разстреляни. В крайна сметна кръгът „Вярност“ решава да не се поддава на заплахата. Впоследствие 23 мъже са разстреляни от SS в концлагера Уихт. По-късно се оказва, че германците предварително са взели това решение, независимо от решението на вестника.

## След войната
„Вярност“ продължава да се разпространява в цялата страна до Освобождението през май 1945 г. с тираж от над 250 000 броя. Това се дължи и на факта, че много католици, реформисти и хуманисти подпомагат вестника с надеждата, че след края на войната „Вярност“ ще се превърне в общодържавен вестник. След войната обаче реформистите твърдят, че вестникът (вече всекидневник) до голяма степен разстройва другите вероизповедания. През първото десетилетие след края на войната вестникът става орган на Антиреволюционната партия (Anti-Revolutionaire Partij, ARP).
| Издание                                                                                              | Място на издаване                              | Номер в Магазинът(nl: De Winkel) (full-text) |
| --- | ---------------------------------------------- | -------------------------------------------- |
| Вярност                                                                                              | Алсмер                                         | 819                                          |
| Вярност: тези страдания ще свършат и игото ще бъда смачкано                                          | Хрьонинхен                                     |                                              |
| Вярност; за Алкмар и околностите                                                                     | Алкмар-Херхухоуард                             | 820                                          |
| Вярност; специално издание за Амерсфорт и околностите                                                | Амерсфорт                                      | 821                                          |
| Вярност (бюлетин); специално издание                                                                 | Амстердам                                      | 822                                          |
| Вярност; делнично издание новини за Амстердам и околностите                                          | Амстердам                                      | 823                                          |
| Вярност; специално издание за Амстердам и околностите                                                | Амстердам                                      | 824                                          |
| Вярност (новини)                                                                                     | Амстердам                                      | 825                                          |
| Вярност; делнично новинарско издание за Амстердам и околностите                                      | Амстердам                                      | 826                                          |
| Вярност; специално издание за Дренте                                                                 | Асен                                           | 827                                          |
| Вярност; всекидневен новинарски бюлетин                                                              | Бадхуведорп                                    | 828                                          |
| Вярност; Велювско издание                                                                            | Барневелд                                      | 829                                          |
| Вярност; специално издание за Делфт и околностите                                                    | Делфт                                          | 830                                          |
| Вярност; специално издание за Дордрехт и околностите                                                 | Дордрехт                                       | 831                                          |
| Вярност: специално издание за Фрисланд                                                               | Драхтен                                        | 832                                          |
| Вярност; специален Велювски бюлетин                                                                  | Елбург                                         | 833                                          |
| Вярност; Вялювско издание                                                                            | Елбург                                         | 834                                          |
| Вярност; специално издание за Велюв                                                                  | Елбург                                         | 835                                          |
| Вярност                                                                                              | Еншед                                          | 836                                          |
| Вярност; специално издание за Гуда и околностите                                                     | Гуда                                           | 837                                          |
| Вярност: специално издание за Албласеруард                                                           | Гуда                                           | 838                                          |
| Вярност; специално издание за Хравенхаг и околностите                                                | Хага                                           | 839                                          |
| Вярност                                                                                              | Хронинхен                                      | 840                                          |
| Вярност; специално седмично новинарско издание                                                       | Хронинхен-Ойтхойзен-Бойтенпост-Уестполдер-Ленс | 841                                          |
| Вярност (бюлетин): издание за провинция Хронинхен                                                    | Хронинхен                                      | 841A                                         |
| Вярност (бюлетин); Възстанете портокали!!; всекидневни съобщения за Харлем и околностите             | Харлем                                         | 842                                          |
| Вярност; специално издание за Харлем и околностите                                                   | Харлем                                         | 843                                          |
| Вярност; специално издание за Западен Фрисланд II                                                    | Хеерхухоуард                                   | 844                                          |
| Вярност                                                                                              | Хемрик                                         | 845                                          |
| Вярност: специално издание за Оверейсел                                                              | Хенхело-Кампен-Зуол-Алмело-Сибкуло             | 846                                          |
| Вярност: Оверийсел и Туенте: специално издание за Туенте                                             | Не е споменато Магазин                         |                                              |
| Вярност                                                                                              | Хилехом                                        | 847                                          |
| Вярност; специално издание за североизточна Холандия                                                 | Хилехом                                        | 848                                          |
| Вярност; специално издание за областта на дюните                                                     | Хилехом                                        | 849                                          |
| Вярност (бюлетин); Възстанете портокали                                                              | Хилверсум                                      | 850                                          |
| Вярност; специално издание за Захвърлянето                                                           | Хилверсум                                      | 851                                          |
| Вярност; специално Утрехтско издание за Ем и Марсевен                                                | Утрехт                                         | 852                                          |
| Вярност; Това, което прави вълната изисква много смелост. Специално издание за Западен Фристланд [I] | Хорн-Енкхойзен                                 | 853                                          |
| Вярност                                                                                              | Ландсмер                                       | 854                                          |
| Вярност                                                                                              | Люуарден                                       | 855                                          |
| Вярност; издание за Лейден и околностите                                                             | Лейден                                         | 856                                          |
| Вярност                                                                                              | Мепел-Амстердам                                | 857                                          |
| Вярност; издание за Уиерингермер                                                                     | Миденмеер                                      | 858                                          |
| Вярност (новинарски бюлетин): приложен към специалния брой                                           | Amstelveen                                     | 859                                          |
| Вярност; специално издание за централната част на южна Холандия                                      | Нювеен                                         | 860                                          |
| Вярност; специално издание за Уатерленд                                                              | Остзаам-Едам                                   | 861                                          |
| Вярност; специално издание за Ротердам и околностите                                                 | Ротердам                                       | 862                                          |
| Вярност; специално издание за Ротердам и околностите                                                 | Ротердам                                       | 863                                          |
| Вярност; специално издание за Рехтер Маасовер                                                        | Влаардинхен                                    | 864                                          |
| Вярност (бюлетин)                                                                                    | Рейсорт-Болнс                                  | 865                                          |
| Вярност; специално издание за северните квартали на северна Холандия                                 | Шахен                                          | 866                                          |
| Вярност (бюлетин); специално Фриско издание                                                          | Снек                                           | 867                                          |
| Вярност                                                                                              | Соубург                                        | 868                                          |
| Вярност                                                                                              | Утрехт                                         | 869                                          |
| Вярност; специално Утрехтско издание                                                                 | Утрехт                                         | 870                                          |
| Вярност (извънредно издание); специално Утрехтско издание                                            | Утрехт                                         | 871                                          |
| Вярност; спезиално бюлетинно издание за Велюуеранд и Утрехт, и на юг                                 | Утрехт                                         | 872                                          |
| Вярност; специално издание за Северо-Западен Утрехт                                                  | Утрехт                                         | 873                                          |
| Вярност (бюлетин)                                                                                    | Ijmuiden                                       | 874                                          |
| Вярност; специално издание за Занския регион                                                         | Зандам                                         | 875                                          |
| Вярност; специално издание за централна и северна холандия                                           | Зандам                                         | 876                                          |
| Вярност (бюлетин)                                                                                    | Зойдбрук                                       | 877                                          |
| Вярност; специално издание за Южно-Холандските острови                                               | Зойдланд                                       | 878                                          |
| Вярност; специално издание за остров Ийселмонд                                                       | Зойдланд                                       | 879                                          |
| Вярност; всекидневен анализ на фронта                                                                |                                                | 880                                          |
| Вярност; анализ на фронта                                                                            |                                                | 881                                          |
| Вярност; новинарски бюлетин                                                                          |                                                | 882                                          |
| Вярност (подслушвателен пост)                                                                        | Амстердам                                      | 883                                          |
| Вярност (съобщения)                                                                                  | Амстердам                                      | 884                                          |